# Mang thai hộ

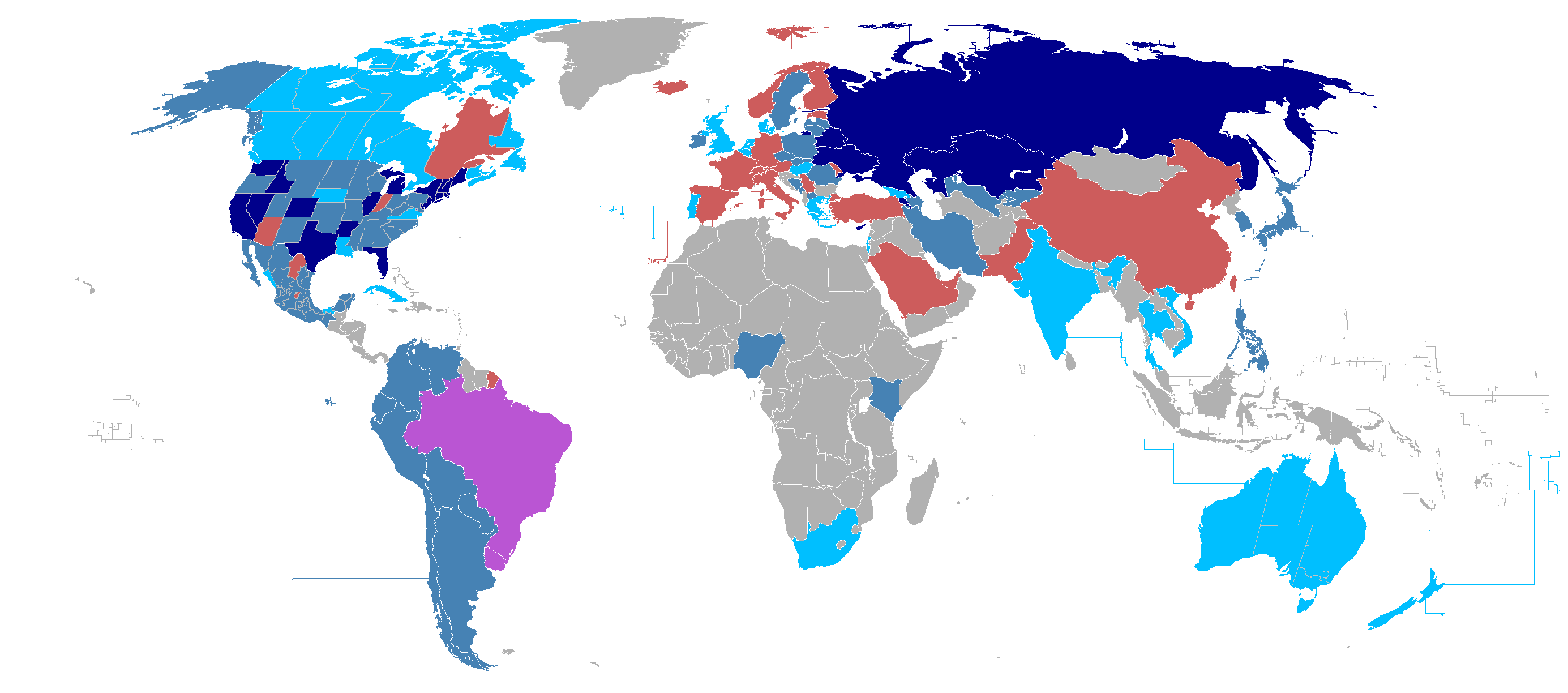
Tình trạng hợp pháp của việc mang thai hộ:
Mang thai hộ vì thương mại và nhân đạo đều hợp pháp
Chưa có luật
Chỉ cho phép mang thai hộ vì mục đích nhân đạo
Cho phép nhưng chỉ trong phạm vi họ hàng cách tối đa hai thế hệ
Bị cấm
Chưa có luật, chưa có thông tin

Mang thai hộ (tiếng Anh: surrogacy) là việc một người phụ nữ mang thai và sinh con thay cho người khác. Người nhận con là cha mẹ của đứa trẻ, chứ không phải người mang thai hộ. Nhiều ca mang thai hộ thực hiện bằng cách cấy trứng đã thụ tinh của cặp cha mẹ vào tử cung của người mang thai hộ. Thông thường việc này cần phải có sự dàn xếp và thỏa thuận giữa người thuê và người được thuê.
Cha mẹ có thể vì nhiều lý do, như bị vô sinh hoặc điều kiện sức khỏe không cho phép, mà phải thuê người khác để sinh con hộ mình, nhưng cũng có những trường hợp phụ nữ không bị vô sinh nhưng ngại mang thai nên đã trả tiền cho bọn buôn người để buộc phụ nữ khác mang thai hộ mình, hoặc cũng có những đường dây buôn người đã thuê người mang thai hộ, sau đó tước đoạt đứa trẻ để đem bán cho người khác. Do vậy, mang thai hộ là một hoạt động rất dễ bị lợi dụng để kiếm lợi nhuận, hoặc thực hiện buôn bán phụ nữ và trẻ em, nên cần phải quy định rất chặt chẽ về điều kiện thực hiện (cấm thực hiện vì mục đích thương mại, cấm thực hiện với người độc thân, chỉ cho phép họ hàng mang thai hộ cho nhau)

## Trên thế giới
Việc mang thai hộ có thể dẫn tới những tranh chấp phức tạp về quyền nuôi con, cũng như gây ra nhiều vấn đề về đạo đức. Đặc biệt, nếu thủ tục và điều kiện mang thai hộ không chặt chẽ, việc này có thể bị lợi dụng để kiếm lợi nhuận, biến phụ nữ và trẻ em thành món hàng để mua bán (buôn người), thiên chức làm mẹ và giá trị về tình mẫu tử của con người sẽ bị biến chất và chà đạp.

### Thái Lan
Trước đây, Thái Lan cho phép mang thai hộ, nhưng các nhà làm luật Thái Lan lại không lường trước được mặt trái của vấn đề, họ không đề ra các quy định chặt chẽ về điều kiện mang thai hộ. Do vậy, trong nhiều năm, Thái Lan này đã trở thành điểm đến của những đường dây mang thai hộ để kiếm lợi nhuận.
Tuy nhiên, năm 2014, nhiều vụ việc phụ nữ bị buôn bán để mang thai hộ hoặc những trường hợp từ chối nhận con bị phát hiện, gây phẫn nộ dư luận Thái Lan. Trong đó, có vụ việc 1 người đàn ông Nhật đã thuê một đường dây buôn người để bố trí hàng chục phụ nữ Thái Lan mang thai hộ, kết quả là ông ta đã có tới 13 đứa con chỉ trong một thời gian ngắn. Một vụ việc khác là 1 cặp vợ chồng Úc đã thuê 1 phụ nữ Thái Lan để mang thai hộ cho họ, nhưng khi đứa trẻ sinh ra bị dị tật thì họ đã bỏ đi, khiến người phụ nữ Thái Lan phải tự nuôi đứa trẻ. Dư luận Thái Lan rất phẫn nộ khi phụ nữ Thái Lan đã bị đem ra để mua bán, bị coi như một chiếc "máy đẻ", trong khi đất nước bị coi là một "nông trại thu hoạch trẻ em".
Do đó, từ đầu năm 2015, Thái Lan đã ra luật cấm việc mang thai hộ vì mục đích thương mại. Theo đó, việc mang thai hộ chỉ được phép thực hiện với họ hàng trong phạm vi 3 đời (để tránh việc dùng tiền thuê phụ nữ mang thai hộ), và không được phép thực hiện cho người nước ngoài. Chỉ có các cặp vợ chồng có ít nhất 1 người là công dân Thái Lan, có xác nhận về tình trạng vô sinh không thể chữa được thì mới được sử dụng biện pháp này. Nếu không có giấy đăng ký kết hôn, không bị vô sinh không thể chữa được, hoặc không có ai là công dân Thái Lan thì không được thực hiện. Các cặp đồng tính, chuyển giới cũng bị cấm thực hiện mang thai hộ để tránh việc mua bán trứng, tinh trùng hoặc buôn bán trẻ em.
Việc mang thai hộ vì mục đích thương mại hiện nay ở Thái Lan là bất hợp pháp, sẽ bị truy tố theo bộ luật hình sự, với mức án có thể lên tới 10 năm tù.

### Việt Nam
Ngày 19/6/2014, Luật Hôn nhân và gia đình năm 2014 chính thức cho phép mang thai hộ với mục đích nhân đạo. Luật quy định việc mang thai hộ vì mục đích nhân đạo phải được thực hiện trên sự tự nguyện của các bên, có văn bản công chứng và tuân theo các quy định trong pháp luật về sinh con bằng kỹ thuật hỗ trợ sinh sản. Các điều kiện đối với cả người mang thai hộ lẫn người mang thai hộ phải được quy định rất chặt chẽ để hạn chế tối đa khả năng hoạt động này bị lợi dụng để thương mại hóa, tránh bị biến tướng thành buôn bán phụ nữ và trẻ em
Điều 95 Luật Hôn nhân và gia đình năm 2014  quy định chỉ được mang thai hộ khi có đủ các điều kiện sau đây:
- Chỉ cặp vợ chồng mới được nhờ mang thai hộ (người độc thân không được nhờ mang thai hộ để tránh việc mua bán trứng, tinh trùng hoặc lợi dụng để buôn bán trẻ em)
- Người vợ không thể mang thai và sinh con ngay cả khi áp dụng kỹ thuật hỗ trợ sinh sản (quy định này để tránh việc người vợ vẫn có khả năng sinh sản nhưng vì tâm lý ngại mang thai, muốn "giữ dáng" nên bỏ tiền ra thuê người khác mang thai hộ, như vậy thì mục đích nhân đạo sẽ bị biến tướng thành hành vi trục lợi, mua bán cơ thể phụ nữ)
- Cặp vợ chồng đang không có con chung (nghĩa là nếu đang có con chung thì họ không được thực hiện mang thai hộ, quy định này nhằm tránh hiện tượng những vợ chồng giàu có sẽ lợi dụng việc mang thai hộ để thuê thật nhiều phụ nữ sinh ra cho họ thật nhiều con cái).
- Cặp vợ chồng đã được tư vấn về y tế, pháp lý, tâm lý.

Điều 95 Luật Hôn nhân và gia đình năm 2014 cũng quy định người mang thai hộ phải có đủ các điều kiện sau đây:
- Là người thân thích cùng hàng của bên vợ hoặc bên chồng nhờ mang thai hộ. Trong đó, quy định "là người thân thích" nghĩa là người mang thai hộ và nhờ mang thai hộ phải có họ hàng với nhau trong phạm vi 3 đời, nếu không có quan hệ họ hàng thì không được mang thai hộ (quy định này để tránh việc thương mại hóa, người này dùng tiền để thuê người khác mang thai hộ). Quy định "cùng hàng" có nghĩa là 2 bên phải là họ hàng cùng thế hệ (anh chị em ruột, anh chị em họ), quy định này để tránh những việc sai trái đạo đức, mang tính loạn luân như mẹ ruột/mẹ vợ mang thai hộ cho con, bà/bác ruột/cô ruột mang thai hộ cho cháu.
- Đã từng sinh con và chỉ được mang thai hộ một lần. Trong đó, quy định "đã từng sinh con" là để tránh việc có những cô gái trẻ chưa có chồng con mà lại mang thai hộ cho người khác (việc này sẽ khiến cô gái đó bị điều tiếng xấu, ảnh hưởng xấu đến hạnh phúc gia đình và người chồng tương lai của họ), quy định "chỉ được mang thai hộ một lần" là để tránh việc mang thai hộ bị biến thành nghề "đẻ thuê" (mang thai hộ nhiều lần cho nhiều người để kiếm tiền).
- Ở độ tuổi phù hợp và có xác nhận của tổ chức y tế có thẩm quyền về khả năng mang thai hộ;
- Trường hợp người phụ nữ mang thai hộ có chồng thì phải có sự đồng ý bằng văn bản của người chồng. Quy định này là để đảm bảo việc mang thai hộ có sự đồng thuận giữa 2 vợ chồng, tránh ảnh hưởng xấu đến hạnh phúc gia đình của người mang thai hộ.
- Đã được tư vấn về y tế, pháp lý, tâm lý.

Trong quá trình xây dựng các quy định về mang thai hộ tại Luật Hôn nhân và gia đình năm 2014, có 2 ý kiến đề xuất về điều kiện mang thai hộ bị bác bỏ, cụ thể như sau:
- Có đề xuất rằng: "Nếu cặp vợ chồng không có người thân thích cùng hàng thì có thể nhờ bạn bè mang thai hộ". Đề xuất này bị bác bỏ vì 2 nguyên nhân: Về mặt pháp lý, pháp luật không có loại giấy tờ nào để xác nhận quan hệ bạn bè nên đây mối quan hệ mà cơ quan chức năng không thể xác thực được (người này có thể tự nhận mình là bạn bè của người kia, nhưng thực ra 2 bên không hề quen biết nhau). Còn về mặt xã hội, gần như không thể có chuyện 2 người không có họ hàng lại chấp nhận mang thai hộ cho nhau mà không được hưởng lợi ích nào về vật chất. Do đó, đề xuất này rất dễ bị lợi dụng để thực hiện buôn người, đẻ thuê (bề ngoài 2 bên có thể ký giấy cam kết rằng họ là "bạn bè" và mang thai hộ là vì nhân đạo, nhưng sau đó họ sẽ ngầm đưa tiền cho nhau thì cũng không ai biết được).
- Có một đề xuất rằng: "Cặp vợ chồng đang đã có 1 con chung nhưng đứa con đó bị tàn tật thì có thể nhờ mang thai hộ đứa con khác". Đề xuất này bị bác bỏ vì nó sẽ vô tình gây ra sự phân biệt đối xử, sự hắt hủi của cha mẹ với đứa con bị khuyết tật, trái với tinh thần nhân đạo của việc mang thai hộ.

Việc mang thai hộ vì mục đích thương mại đã bị pháp luật Việt Nam nghiêm cấm. Tổ chức mang thai hộ vì mục đích thương mại sẽ bị truy tố theo Bộ luật hình sự năm 2017 với khung hình phạt tối đa là 7 năm tù.